# Холтице
Холтице (на чешки: Choltice) е град в централна Чехия, част от окръг Пардубице на Пардубицкия край. Населението му е около 1171 души (2020).
Разположен е на 242 метра надморска височина в Чешката равнина, на 11 километра западно от центъра на Пардубице и на 86 километра източно от Прага. Селището се споменава за пръв път през 1285 година. Запазен е бароков замък от края на XVII век.

## Известни личности
Родени в Холтице
- Йозеф Войтех Хелих (1807 – 1880), художник и археолог